# 沙特电信公司
沙特电信公司（阿拉伯语：‎，缩写为STC）是一家位于沙特阿拉伯的电信公司，提供固定电话，移动电话，互联网接入、卫星电话服务。

## 历史
1998年4月20日，沙特阿拉伯内阁决定通过第213号决议，既沙特电信公司章程，成立了该公司。

### 财务结构
主要股东是沙特阿拉伯公共投资基金（Public Investment Fund of Saudi Arabia）拥有公司70％的股份，沙特阿拉伯社会保险机构（General Organization for Social Insurance）分得7％股份，PPA公共退休机构（PPA Public Institution for Retirement.）6.69％，沙特国民认购20%。

## 服务
沙特阿拉伯电信公司根据业务对象提供两种服务：个人服务，企业服务

### 个人服务[3]
- 移动电话
- 固定电话
- 互联网接入
- 电视

### 企业服务[4]
- 移动解决方案
- 固定电话
- 管理服务
- 物联网
- 云

## 子公司

### 巴林VIVA电信公司
巴林VIVA电信公司（‎）成立于2009年。
2009年1月23日，巴林电信管理局（TRA）宣布，STC以 8670万巴林币（2.31亿美元）赢得了第三个移动运营商牌照。
2010年1月公司改名为VIVA Bahrain。

### 科威特VIVA电信公司
科威特VIVA电信公司成立于2008年11月8日。2018年12月运营。